# Dreamer's Ball (Live Paris 79)
Dreamer's Ball (Live Paris 79) es un bootleg en vivo de la banda británica Queen, publicado en 2004 por Wardour.

## Antecedentes
El álbum fue grabado el 27 de febrero de 1979 durante la gira de Jazz en el Pavillon de Paris, Francia. Esta es la primera de las tres noches en París en cerrar la etapa europea de la gira.
El álbum fue publicado sólo en Japón como un lanzamiento de edición limitada.
La versión de "Fat Bottomed Girls" de está presentación fue incluida en la banda sonora de la película de 2018, Bohemian Rhapsody.

## Lista de canciones

### Disco uno
1. "We Will Rock You" (Fast version)
2. "Let Me Entertain You"
3. "Somebody to Love"
4. "Death on Two Legs (Dedicated to...)"
5. "Killer Queen"
6. "Bicycle Race"
7. "I'm in Love with My Car"
8. "Get Down, Make Love"
9. "You're My Best Friend"
10. "Now I'm Here"
11. "Don't Stop Me Now"
12. "Spread Your Wings"
13. "Dreamer's Ball"
14. "Love of My Life"
15. "'39"

### Disco dos
1. "It's Late"
2. "Brighton Rock"
3. "Fat Bottomed Girls"
4. "Keep Yourself Alive"
5. "Fun It"
6. "Bohemian Rhapsody"
7. "Sheer Heart Attack"
8. "We Will Rock You"
9. "We Are the Champions"
10. "God Save the Queen"